# Ouéllé (Côte d'Ivoire)
Pour les articles homonymes, voir Ouéllé.
Ouéllé est une commune située au nord de Daoukro en Côte d'Ivoire, sur l'axe Daoukro-Bouaké, à 24 km de Daoukro.
Contrairement aux croyances qui disent qu'elle est peuplée des agba, la ville de Ouéllé est peuplée de population Baoulé et précisément du sous-groupe Ouellé constitué de quelques villages[réf. souhaitée]. À Ouellé, on trouve des Adjié, des Apkessé, des N'namin, etc.; tous des sous-groupe de Ouellé. Ouellé est un Chef-lieu de Sous-Préfecture depuis 1968 et une commune depuis 1985. Depuis le samedi 12 septembre 2020, Ouellé est érigé en Département à travers une déclaration du Président Allassane OUATTARA, lors d'une visite d'état dans la Région du Moronou. Depuis 2024, La commune  a été  la première et unique collective ivoirienne sélectionnée pour participer à l’initiative Open Government Partnership  Local (OGP Local).
En effet 55 collectivités locales ont rejoint le programme OGP Local en 2024. Ouellé devient ainsi la première commune du pays à rejoindre ce programme international PGO, dont la Côte d’Ivoire a adhéré en octobre 2015, comme membre pays.

Cette sélection met en lumière l’engagement de la commune de Ouelle envers la transparence, la responsabilisation, la participation citoyenne et l’innovation dans la gouvernance. La commune de OUELLÉ est ainsi la pionnière  OGP 